# Cryptophagus scutellatus
Cryptophagus scutellatus är en skalbaggsart som beskrevs av Newman 1834. Cryptophagus scutellatus ingår i släktet Cryptophagus, och familjen fuktbaggar. Arten är reproducerande i Sverige.